# Oli de pal de rosa

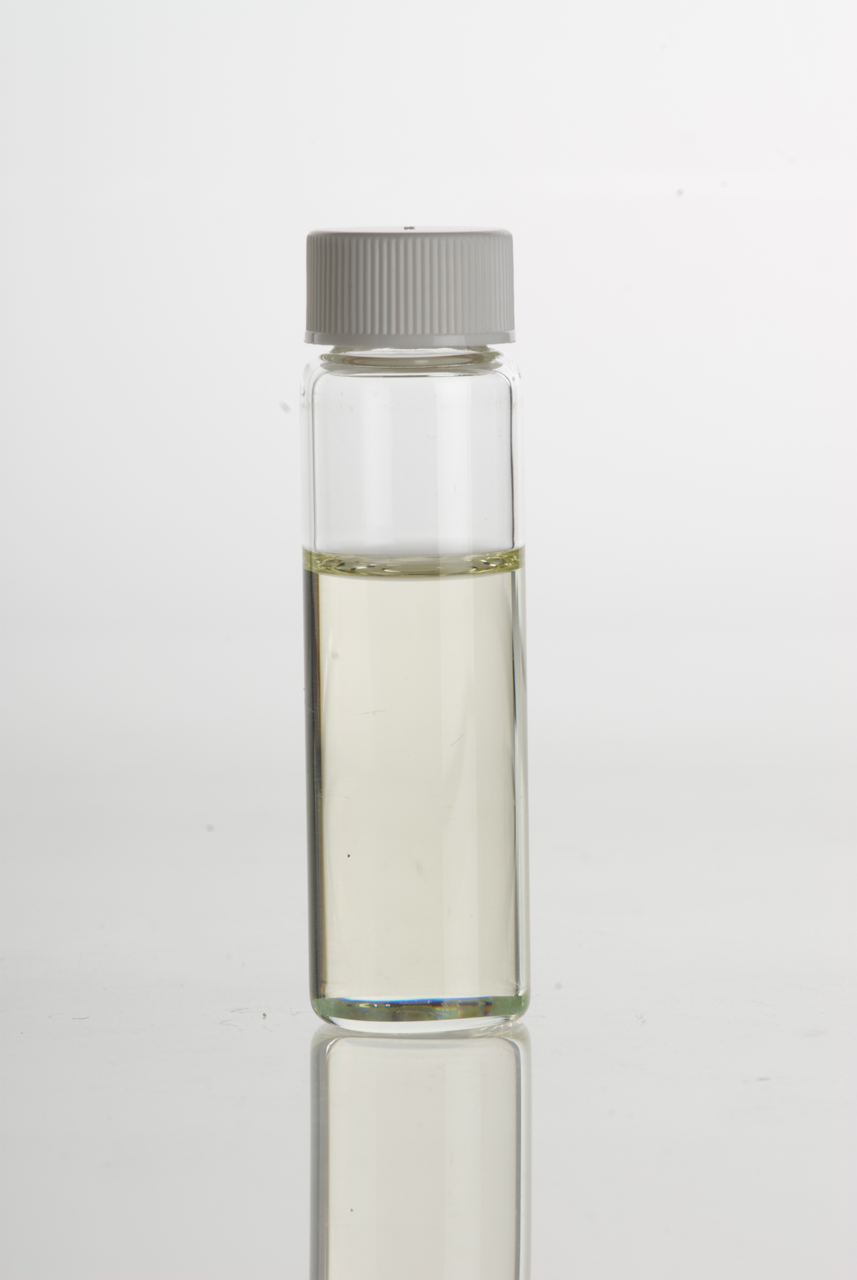
Oli de pal de rosa (Aniba rosaeodora) en un vial de vidre transparent

Estructura del linalol, una substància extreta de l'Aniba rosaeodora

L'oli de pal de rosa és un oli essencial valuós, especialment en perfumeria. Conté la substància linalol, que té diversos usos.
L'oli s'extreu de la fusta d' Aniba rosaeodora i Aniba parviflora i possiblement d'altres espècies d' Aniba. Quan arriba a la destil·leria, la fusta s'estella i després es destil·la al vapor. Cada arbre produeix aproximadament un 1% d'oli en pes de fusta.Després d'una història de sobreexplotació massiva i d'esgotament d'espècies, s'estan fent esforços per conrear Aniba rosaeodora i per desenvolupar tècniques per extreure l'oli essencial de les fulles.
Com que moltes fustes no relacionades s'anomenen " pal de rosa ", ha sorgit certa confusió sobre l'origen de l'"oli de pal de rosa". Membres del gènere Dalbergia com el pal de rosa brasiler (D. nigra) i el pal de rosa de l' Índia (D. latifolia) mai han estat una font d'oli de pal de rosa.